# Vjekoslav Hatze
Vjekoslav Hatze (Split, Primorska banovina, 20. ožujka 1927. – Ludbreg, Varaždinska županija, Hrvatska), hrvatski pravnik i politički zatvorenik.

## Mladost
Rođen je u Splitu, u obrtničkoj obitelji Marka Romana Marina Hatzea (1891. – 1954.) i Vjekoslave Hatze (rođene Mitrović, 1907. – 1982.). Majčin djed Petar Mitrović (1875. – 1953), bio je Hrvat iz splitskog Velog Varoša te je bio član Stranke prava u Splitu, u doba Austro-Ugarske Monarhije, te se snažno protivio autonomaškom pokretu. Po očevoj strani, djed mu je bio Austrijanac, Aloiz (Vjekoslav) Hatze (1851.) rođen u Slovenskoj Bistrici, koji je oženio Splićanku, Faninu Paškvu Bonačić (1853. – 1937.). Obitelj je imala troje djece, dvojicu sinova i jednu kćerku. Uz starijeg sina Vjekoslava tu je bio mlađi brat Gordan (1930. – 1995.) te sestra Franka kasnije udata Kuljiš (1928. – 2004.). Inače njihov je stric bio poznati hrvatski skladatelj i dirigent Josip Hatze (1879. – 1959.).  
U Splitu je Vjekoslav Hatze završio osnovnu školu i klasičnu gimnaziju (1939.-1948.), zatim upisuje Pravni fakultet u Zagreb, na kojem je 1954. diplomirao. 

## Biografija
Još kao gimnazijalac Klasične gimnazije u Splitu bio je član Ustaške mladeži, iako prema bratovim riječima, nikad nije obukao ustašku uniformu, da bi nakon oslobođenja Splita, u travnju 1945., proveo jedno kraće vrijeme u zatvoru, zbog bacanja letaka s neprijateljskim sadržajem, u kojima se slavila četvrta godišnjica uspostave NDH, ali nije vođen kazneni postupak, te su ga vlasti pustile na slobodu. Na zimu 1948./49. ponovno je zatvaran, pod sumnjom da je sudjelovao u grupi koja je počinila politički delikt, naime sumnjičilo ih se da su razbili spomen-ploču na Narodnom trgu u Splitu, ali je dokazano da nije imao ništa zajedničko s istima, te je pušten na slobodu. Kasnije se zaposlio kao bibliotekar, 1948., u Muzeju hrvatskih starina JAZU-a u Splitu. Kasnije je 1951., ponovno uhićen radi širenja neprijateljske literature, Meštrovićevog pisma, koje je navodno umnožavao i raspačavao, zbog čega je osuđen na sedam mjeseci zatovra. U međuvremenu je diplomirao pravo u Zagrebu, te se zaposlio kao tajnik NO-a gradske općine Omiš, gdje mu je uručen otkaz 1955., potom se seli u Ludbreg, gdje je radio odvjetnik.
Nakon sloma hrvatskog proljeća, vođen je politički montirani proces, u kojem je na kraju oslobođen svih optužbi.  
U razdoblju socijalističke Jugoslavije bio je pod operativnim nadzorom UDB-e/SDS-a, zbog kvalifikacije da potječe iz obitelji funkcionara bivše građanske stranke (HSS), članova masonske lože ili Rotary klubova do 1945., zatim zbog pisanja i rasturanja neprijateljske propagande (letaka).